# David N'Gog
David Philippe Hénry N'Gog, noto semplicemente come David N'Gog (Gennevilliers, 1º aprile 1989), è un ex calciatore francese, di origini camerunesi, di ruolo attaccante.

## Biografia
È il cugino dell'ex calciatore Jean-Alain Boumsong.

## Caratteristiche tecniche
È un centravanti, forte fisicamente e abile nei colpi di testa.

## Carriera

### Club

#### Giovanili e Paris Saint-Germain
La carriera calcistica di N'gog cominciò nel Paris Saint-Germain. Dalla stagione 2006-07 militò in prima squadra, esordendo il 18 novembre contro il Bordeaux, e segnando per la prima volta contro il Lorient in un match di Coppa di Francia, il 26 settembre 2007. La stagione proseguì, e il PSG vinse la coppa, facendo così guadagnare a N'gog il suo primo trofeo nazionale all'età di 18 anni.

#### Liverpool
Il 24 luglio 2008 N'Gog ha firmato con il Liverpool un quadriennale da 1,5 milioni di sterline a stagione. Il manager Rafael Benítez salutò il suo arrivo ai Reds ringraziando la rete di scouts del Liverpool:
N'gog esordì con la sua nuova maglia il 30 luglio, in un'amichevole contro il Villareal e segnò il suo primo gol con la casacca rossa nella successiva partita pre-campionato, contro i Rangers. Nella successiva amichevole contro i norvegesi del Vålerenga segna il primo go del 4-1 finale.
Debutta in Premier contro l'Aston Villa, subentrando a Fernando Torres.
Il primo gol ufficiale arriva nella fase a gironi della Champions, nel 3-1 contro il PSV Eindhoven. La prima partita da titolare con i Reds è il 7 febbraio, contro il Portsmouth; quasi un mese dopo, il 3 marzo, segna il suo primo gol in Premier nel 2-0 al Sunderland. L'11 aprile segna la sua seconda rete in campionato, partecipando alla festa del 4-0 al Blackburn.
Nella stagione 2009-10 comincia segnando il suo quarto gol col Liverpool contro lo Stoke., per replicarsi in Coppa di Lega nell'1-0 del terzo turno al Leeds.
Il 25 ottobre subentra al bomber Fernando Torres in una delicata partita contro il Manchester United ad Anfield, che il Liverpool stava vincendo per 1-0. David segna al 96º minuto, ponendo il sigillo su di un'utilissima vittoria per la sua squadra. Dopo il match David disse.":
Il quarto gol stagionale lo segna al Birmingham, poco prima di guadagnarsi un rigore controverso che, trasformato dal capitano Steven Gerrard consegna ai Reds il pareggio.
Segna poi un gol importante contro il Debrecen in Champions, guadagnandosi la fiducia di Benitez che lo schiera titolare nel Derby del Merseyside contro l'Everton. Importante è la sua rete all'Unirea Urziceni in Europa League, grazie ad un cross di Ryan Babel e ad un colpo di testa di Daniel Pacheco.
La stagione 2010-11 comincia bene, con la sua prima e decisiva doppietta inglese ai macedoni del Rabotnički, nell'andata del terzo turno preliminare di Europa League. Si ripete andando a segno alla prima gara di campionato, contro l'Arsenal, mettendo a segno il gol del momentaneo 1 a 0 per i Reds (1-1 il punteggio finale).

#### Bolton e Swansea City
Il 31 agosto 2011 passa a titolo definitivo al Bolton con cui firma un contratto triennale.
La prima stagione segna 3 reti in 33 incontri non riesce nel tentativo di salvare la squadra dalla retrocessione in Championship arrivata all'ultima giornata di campionato e con un solo punto di distacco dall'ultima squadra salva. Le successive stagioni vengono giocate su ottimi livelli aiutando più volte la squadra a qualificarsi a play-off per la promozione in Premier League.
Il 27 gennaio 2014 dopo due stagioni e mezzo con un bottino di 14 reti in 81 presenze lascia i "Trotters" e viene acquistato dallo Swansea City, con cui firma un contratto fino a fine stagione ritornando nella massima serie inglese e ritrovando una competizione europea nella fattispecie l'Europa League. Fa il suo debutto con la squadra gallese il 1 febbraio nella sconfitta contro il West Ham, nel corso del campionato viene usato in altre due occasioni partendo sempre a partita in corso e giocando gli ultimi minuti, cause che porteranno alla fine del campionato a non rinnovare il contratto al calciatore.

#### Reims
Il 1º settembre 2014 firma un contratto biennale con il Reims, club militante in Ligue 1. La prima stagione lo vede giocare su buoni livelli segnando 7 marcature in campionato aiutando la squadra a salvarsi, mentre nella successiva stagione non riesce ad evitare la retrocessione del club in Ligue 2 arrivata all'ultima giornata di campionato. Lascia il club transalpino dopo due stagioni con 44 presenze e 10 reti messe a segno.

#### Le parentesi Paniōnios e Ross County
Nell'estate del 2016 viene venduto ai greci del Panionios militanti nella massima serie firmando un contratto annuale, gioca una buona parte della stagione venendo impiegato seppur mai dall'inizio in tutte le partite disputate dalla squadra, ma nei primi mesi del 2017 si procura in allenamento una rottura parziale del legamento crociato che mette fine in anticipo alla sua stagione chiudendo con un gol in 13 apparizioni. Al termine della stagione non gli viene rinnovato il contratto e rimane svincolato. Il 22 gennaio 2018 da svincolato si accasa agli scozzesi del Ross County, esordisce due giorni dopo il suo arrivo nella sconfitta per 2-0 contro il Motherwell, mentre segna la sua prima e unica rete la giornata di campionato successiva contro i Rangers.

#### Honvéd
Il 10 agosto 2018 viene acquistato dall'Honvéd di Budapest venendo presentato il giorno dopo, fa il suo esordio con la squadra di Kispest il 25 agosto contro il Debrecen subentrando all'80 minuto a Tonći Kukoč e segnando sette minuti più tardi il gol del definitivo 3-0 per la sua squadra. Chiude la stagione con 23 presenze e 6 reti, conquistando il titolo di capocannoniere della Coppa d'Ungheria. La stagione successiva parte bene segnando un gol nel match di qualificazione di Europa League contro lo Zalgiris Vilnius e segnando due reti nelle prime tre giornate di campionato tutte giocate per 90' minuti, successivamente in allenamento si infortuna al ginocchio. Tornato a disposizione nel mese di novembre giocando scampoli di partita rimane fuori dai piani tecnici di mister Giuseppe Sannino cause che lo porteranno all'ultimo giorno di calciomercato a passare ai lituani dello Žalgiris Vilnius.

### Nazionale
Inizia la trafila con la maglia della nazionale francese partendo dall'Under-16 segnando 11 reti in 13 partite disputate, successivamente è il turno dell'Under-17 scendendo in campo in 6 occasioni e mettendo a segno 2 reti. Dal 2006 al 2007 ha fatto parte dell'Under-18 con 4 presenze e 2 reti, alternandosi con l'Under-19 del ct Philippe Bergerôo riuscendo a segnare ben 6 reti in altrettante presenze. Dal 2008 fino al 2010 è stato convocato dall'Under-21 prendendo parte ad alcuni match di qualificazione per l'europeo di categoria con un totale di 17 presenze e 3 gol.
Nel luglio del 2011 è stato convocato dal CT Laurent Blanc per uno stage con la nazionale maggiore per i giovani più interessanti.

## Statistiche

### Presenze e reti nei club
| Stagione         | Squadra          | Campionato       | Campionato | Campionato | Coppe nazionali | Coppe nazionali | Coppe nazionali | Coppe continentali | Coppe continentali | Coppe continentali | Altre coppe | Altre coppe | Altre coppe | Totale | Totale |
| Stagione         | Squadra          | Comp             | Pres       | Reti       | Comp            | Pres            | Reti            | Comp               | Pres               | Reti               | Comp        | Pres        | Reti        | Pres   | Reti   |
| ---------------- | ---------------- | ---------------- | ---------- | ---------- | --------------- | --------------- | --------------- | ------------------ | ------------------ | ------------------ | ----------- | ----------- | ----------- | ------ | ------ |
| 2006-2007        | Paris SG         | L1               | 4          | 0          | CF+CdL          | 0+1             | 0               | CU                 | 1                  | 0                  | -           | -           | -           | 6      | 0      |
| 2007-2008        | Paris SG         | L1               | 14         | 1          | CF+CdL          | 5+0             | 2               | -                  | -                  | -                  | -           | -           | -           | 19     | 3      |
| Totale Paris SG  | Totale Paris SG  | Totale Paris SG  | 18         | 1          |                 | 6               | 2               |                    | 1                  | 0                  |             | -           | -           | 25     | 3      |
| 2008-2009        | Liverpool        | PL               | 14         | 2          | FACup+CdL       | 0+2             | 0               | UCL                | 3                  | 1                  | -           | -           | -           | 19     | 3      |
| 2009-2010        | Liverpool        | PL               | 24         | 5          | FACup+CdL       | 2+2             | 0+1             | UCL+UEL            | 3+6                | 1+1                | -           | -           | -           | 37     | 8      |
| 2010-2011        | Liverpool        | PL               | 25         | 2          | FACup+CdL       | 1+1             | 0+1             | UEL                | 11                 | 5                  | -           | -           | -           | 38     | 8      |
| Totale Liverpool | Totale Liverpool | Totale Liverpool | 63         | 9          |                 | 8               | 2               |                    | 23                 | 8                  |             | -           | -           | 94     | 19     |
| 2011-2012        | Bolton           | PL               | 33         | 3          | FACup+CdL       | 4+2             | 1+0             | -                  | -                  | -                  | -           | -           | -           | 39     | 4      |
| 2012-2013        | Bolton           | FLC              | 31         | 8          | FACup+CdL       | 2+0             | 0               | -                  | -                  | -                  | -           | -           | -           | 33     | 8      |
| 2013-gen. 2014   | Bolton           | FLC              | 17         | 3          | FACup+CdL       | 1+1             | 1+0             | -                  | -                  | -                  | -           | -           | -           | 19     | 4      |
| Totale Bolton    | Totale Bolton    | Totale Bolton    | 81         | 14         |                 | 10              | 2               |                    | -                  | -                  |             | -           | -           | 91     | 16     |
| gen.-giu. 2014   | Swansea City     | PL               | 3          | 0          | FACup+CdL       | 0               | 0               | UEL                | 0                  | 0                  | -           | -           | -           | 3      | 0      |
| 2014-2015        | Stade Reims      | L1               | 28         | 7          | CF+CdL          | 2+0             | 0               | -                  | -                  | -                  | -           | -           | -           | 30     | 7      |
| 2015-2016        | Stade Reims      | L1               | 16         | 3          | CF+CdL          | 1+1             | 0               | -                  | -                  | -                  | -           | -           | -           | 18     | 3      |
| Totale Reims     | Totale Reims     | Totale Reims     | 44         | 10         |                 | 4               | 0               |                    | -                  | -                  |             | -           | -           | 48     | 10     |
| 2016-2017        | Paniōnios        | SL               | 13         | 1          | CG              | 3               | 2               | -                  | -                  | -                  | -           | -           | -           | 16     | 3      |
| gen.-giu. 2018   | Ross County      | SP               | 10         | 1          | SC+CdL          | -               | -               | -                  | -                  | -                  | -           | -           | -           | 10     | 1      |
| 2018-2019        | Honvéd II        | NBIII            | 3          | 2          | -               | -               | -               | -                  | -                  | -                  | -           | -           | -           | 3      | 2      |
| 2018-2019        | Honvéd           | NBI              | 23         | 6          | MK              | 8               | 6               | UEL                | 0                  | 0                  | -           | -           | -           | 31     | 12     |
| 2019-feb. 2020   | Honvéd           | NBI              | 5          | 2          | MK              | 1               | 0               | UEL                | 4                  | 1                  | -           | -           | -           | 10     | 3      |
| Totale Honvéd    | Totale Honvéd    | Totale Honvéd    | 28         | 8          |                 | 9               | 6               |                    | 4                  | 1                  |             | -           | -           | 41     | 15     |
| 2020             | Žalgiris Vilnius | A                | 2          | 1          | CL              | 0               | 0               | UEL                | 0                  | 0                  | SL          | 1           | 0           | 3      | 1      |
| Totale carriera  | Totale carriera  | Totale carriera  | 265        | 47         |                 | 40              | 14              |                    | 28                 | 9                  |             | 1           | 0           | 334    | 70     |

## Palmarès

### Club
- Coppa di Lega francese: 1

Paris Saint-Germain: 2007-2008
- Supercoppa di Lituania: 1

Zalgiris Vilnius: 2020
- Coppa di Lituania: 1

Zalgiris Vilnius: 2022

### Individuale
- Capocannoniere della coppa ungherese: 1

2018-2019 (6 gol, a pari merito con Kjartan Finnbogason)